# Police Academy (animovaný seriál)
Police Academy je americký animovaný televizní seriál z produkce Warner Bros. a Ruby-Spears z roku 1988. Natočeny byly 2 sezóny s celkovým počtem 64 epizod.
Seriál vznikl na základě úspěšné filmové série Policejní akademie. Téměř o deset let později vznikl také hraný seriál Policejní akademie (1997–1998), rovněž inspirovaný stejným tématem.

## Původní dabing
- Carey Mahoney – Ron Rubin
- Larvell Jones, Moses Hightower – Greg Morton
- Zed, Eugene Tackleberry – Dan Hennessey
- Sweetchuck, Professor – Howard Morris
- House, Proctor – Don Francks
- Laverne Hooks, Debbie Callahan – Denise Pidgeon
- Cap. Thaddeus Harris – Len Carlson
- Com. Eric Lassard – Tedd Dillon